# Batalla de Amsteg
La Batalla de Amsteg (14-16 de agosto de 1799) enfrentó una división  francesa, bajo el mando del general de división Claude Lecourbe, contra una brigada de soldados austríacos de los Habsburgo encabezada por el mayor general Joseph Anton von Simbschen. La ofensiva de Lecourbe comenzó el 14 de agosto, cuando seis columnas de infantería avanzaron sobre el valle superior del Reuss desde el norte y el este. Para el 16 de agosto, las fuerzas de Lecourbe habían expulsado a los austriacos del valle y se habían hecho con el control del estratégico paso de San Gotardo entre Italia y Suiza.
El 4 de junio, la Primera Batalla de Zúrich se libró entre el ejército francés de Helvetia de André Masséna y un ejército austriaco dirigido por el archiduque Carlos, duque de Teschen. Después de la batalla, Masséna renunció a Zúrich y se retiró formando una fuerte posición defensiva al oeste de la ciudad. Casi al mismo tiempo, el comandante francés ordenó a Lecourbe que abandonara el Paso de San Gotardo y se retirara a Lucerna. En agosto, Masséna dudo de esta decisión y quería que Lecourbe recapturara el Paso de San Gotardo. El comandante francés temía un ataque austro-ruso desde Italia a través del paso, por lo que ordenó una ofensiva para ocupar el área. La división de Louis Marie Turreau avanzó hacia el noreste desde el Cantón de Valais en apoyo de Lecourbe. Masséna envió las divisiones de Jean de Dieu Soult y Joseph Chabran para atacar otras posiciones austriacas a fin de evitar que el archiduque Carlos interfiera con la operación principal de Lecourbe. A finales de septiembre de 1799, el ejército ruso de Alexander Suvorov tuvo que volver a tomar el paso en la Batalla del Paso de San Gotardo.

## Antecedentes

### Operaciones
La campaña sobre Engadina de Lecourbe inició con una victoria el 12 de marzo de 1799 en La Punt Chamues-ch. Para el 13 de mayo había llegado a Bellinzona, abandonando por completo la Engadina. A finales de abril, estalló una rebelión entre los suizos en los Cantones de Uri, Schwyz y Unterwalden. Dado que esta insurrección cortó las comunicaciones entre lecourbe y su ala derecha, Masséna envió a Soult a suprimirla. Prometiendo clemencia, Soult logró que los rebeldes de Schwyz se dispersaran. Actuó con más vigor para expulsar a los insurgentes del alto valle de Reuss, al asaltar sus trincheras en Flüelen y nuevamente en Wassen el 11 de mayo. Soult se apoderó del Teufelsbrücke (Puente del Diablo) en la Garganta de Schöllenen antes de que los rebeldes pudieran derribarlo e invadió la posición insurgente en el paso de San Gotardo. El 15 de mayo, sus tropas se encontraron con soldados de la brigada de Michel Ney de la división de Lecourbe en Faido en la parte alta del río Ticino. Consolidando su posición, Masséna ordenó a Lecourbe que retrocediera. El 21 de mayo de 1799 comenzó a retirarse de Bellinzona a través del paso de San Gotardo. El 24 de mayo, Lecourbe estaba en Altdorf en la parte superior del Reuss. Promovido a general de división, Ney fue prontamente transferido fuera de la división de Lecourbe. En el lado aliado, los austriacos de Heinrich von Bellegarde marcharon desde la parte superior del valle del Rin a través del lago de Como hacia Alessandria, a donde llegaron el 8 de junio. Para reemplazar a estas tropas, el comandante en jefe aliado en Italia, Alexander Suvorov ordenó a Karl Joseph Hadik von Futak y a 16 batallones al norte, las formaciones principales comenzaron a moverse a través del paso de San Gotardo el 27 de mayo. Dos días más tarde, Franz Xaver Saint-Julien con 6.300 soldados austríacos derrotaron a Louis Henri Loison y a sus 3.300 tropas francesas en el valle de Urseren. Los austriacos infligieron 664 bajas a sus enemigos y perdieron solo 200. El 31 de mayo, Lecourbe con 8.000 soldados da vuelta la situación contra Saint-Julien en Wassen. El 2 de junio, Lecourbe hizo retroceder a Saint-Julien, haciéndolo cruzar el Puente del Diablo, que los austriacos derribaron. Dos batallones de austriacos fueron aislados y obligados a rendirse. Según las órdenes, Lecourbe evacuó el valle superior del Reuss y se retiró a Lucerna. El 4 de junio, el archiduque Carlos al mando de 53.000 austríacos atacó a Masséna, que lideró a 45.000 franceses en la Primera Batalla de Zúrich. Los austriacos, quienes salieron victoriosos, sufrieron grandes pérdidas, 730 muertos, 1470 heridos y 2200 capturados, mientras que los franceses perdieron 500 muertos, 800 heridos y 300 capturados. Sin embargo, en otra fuente se señala que los austriacos sufrieron 2.000 muertos y heridos más 1.200 capturados, mientras que los franceses sufrieron más de 1.200 bajas. El 4 de junio, los austriacos irrumpieron en la posición francesa, pero fueron expulsados por un feroz contraataque. De todas formas, Masséna aceptó la derrota retirándose de Zúrich a una posición más fuerte al oeste de la ciudad en la noche del 5 de junio.

### Estrategia
En este momento, el Ejército de Helvetia de Masséna se organizó de la siguiente manera. La 1.ª División de Lecourbe (11.279 hombres) estaba en el flanco derecho de Lucerna y la 2.ª División de Chabran mantenía la línea entre Lucerna y las Colinas Albis al oeste de Zúrich. La 3.ª División de Soult (6.986) mantenía su posición en las Colinas de Albis con la 4.ª División de Jean Thomas Guillaume Lorge (9.040) a su izquierda. La 5.ª División de Jean Victor Tharreau (9.046) mantuvo la línea del río Limago desde Baden a Böttstein. La sexta división (5.753) bajo el mando de François Goullus protegía la línea del río Aar hasta el río Rin y la séptima división de Joseph Souham (10.059) defendía el Rin en Basilea. Las divisiones 6 y 7 fueron dirigidas por Pierre Marie Barthélemy Ferino. La Reserva, bajo el mando de Jean Joseph Amable Humbert (4.527), estaba en Mellingen al suroeste de Baden y la Reserva de Caballería comandada por Louis Klein estaba en Ginebra y otros lugares en la retaguardia. La División Interior de Louis-Antoine Choin de Montchoisy (3.170) ocupó Berna y la División de Valais de Turreau (7.561) ocupó el Gran Paso de San Bernardo y el Cantón de Valais. La fuerza de Masséna contaba con 76.781 soldados, pero solo 59.000 estaban disponibles para el servicio de campo. Técnicamente bajo Masséna estaban las divisiones de Claude Juste Alexandre Legrand (6.186) y Claude-Sylvestre Colaud (5.106) que custodiaban el Rin al norte de Basilea. Anteriormente, Masséna sugirió que Legrand y Colaud se formaran en un Ejército separado, pero esto no se llevó a cabo hasta el 2 de julio de 1799.

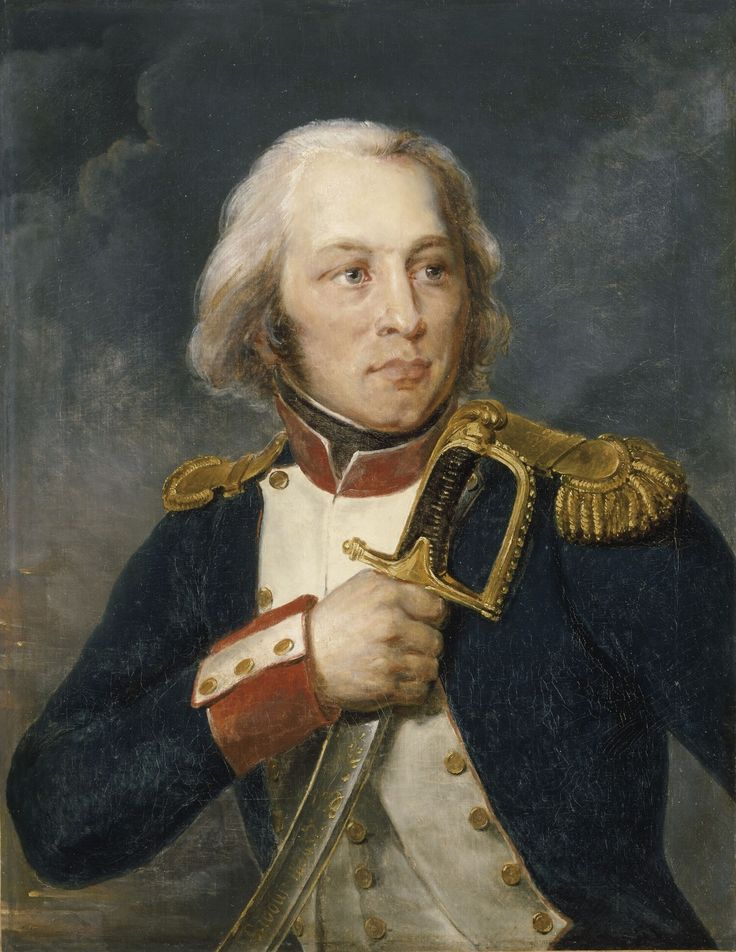
Claude Lecourbe

Según diversas estimaciones, el archiduque Carlos lideró entre 61.000 y 85.000 austríacos. Una estimación señala que fueron 54.000 hombres de infantería y 18.000 de caballería. Quizás 20.000 estaban al norte y al este del Rin observando a Legrand, Colaud y Ferino. La brigada de Gottfried von Strauch ocupó el paso de San Gotardo, el paso de Furka al oeste y el paso de Grimsel más al oeste que conduce al norte hacia el valle del Aar. La brigada de Karl von Bey controlaba la parte superior del valle del Reuss. El archiduque estableció una flotilla en el lago Zúrich bajo el mando de James Ernest Williams. Carlos le dijo al agente británico William Wickham que su ejército probablemente podría expulsar a los franceses de sus posiciones antes de Zúrich, pero le costaría tantas bajas que no podría aprovechar la victoria. Carlos planeaba esperar a que Alexander Korsakov y su ejército ruso, que se acercaba, se uniera a él. Durante este momento de estancamiento, los austriacos descuidaron la seguridad, incluso, invitaban a músicos franceses a tocar en sus bailes en Zúrich.

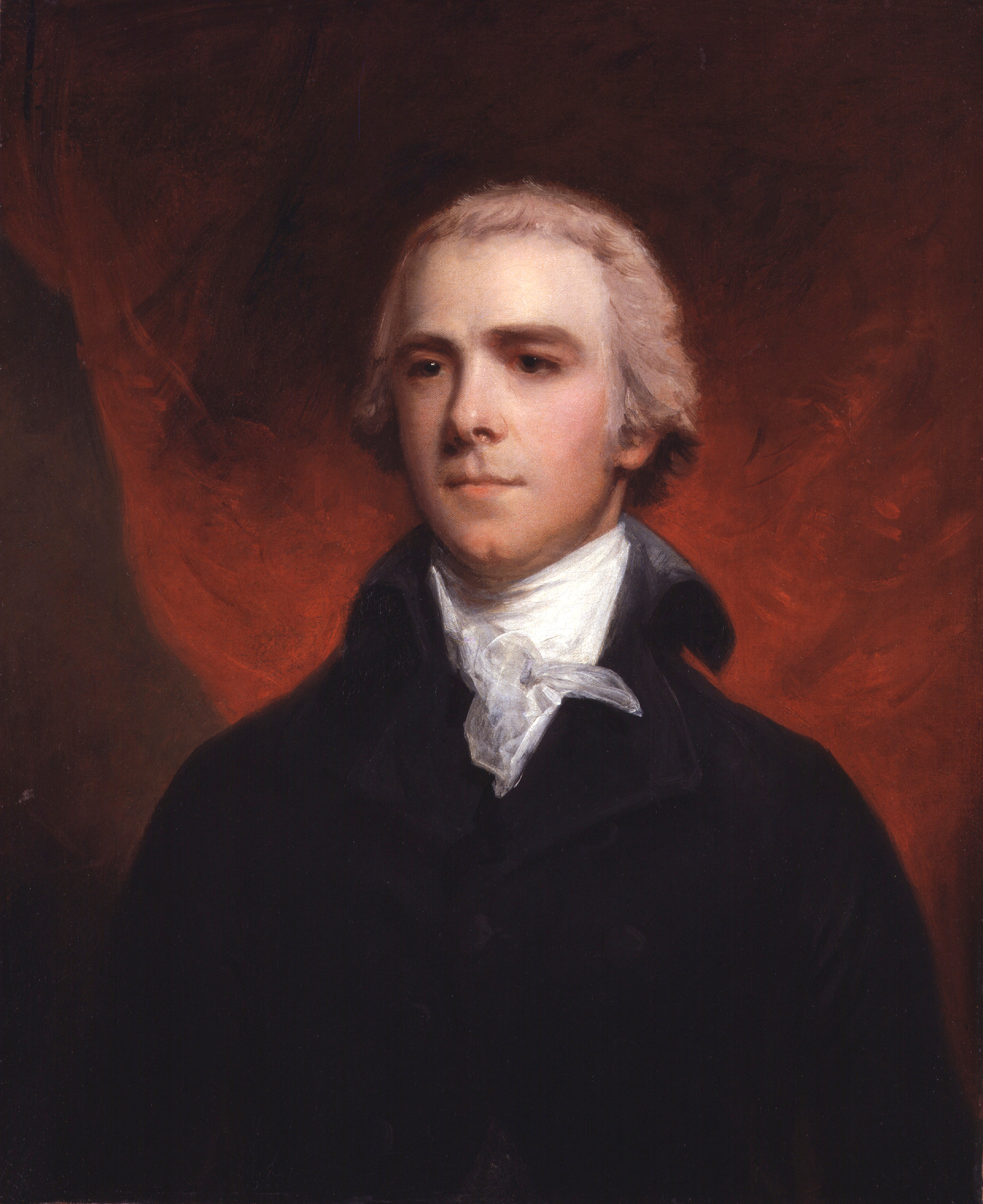
Lord William Grenville

Algo que estaba siendo desconocido para los franceses e incluso para los comandantes del ejército austríaco y ruso, era que los estrategas aliados estaban a punto de cometer un error estratégico colosal. En 1799, William Grenville, primer barón de Grenville, fue Secretario de Estado para Relaciones Exteriores y de la Mancomunidad durante el gobierno del primer ministro William Pitt (el Joven). Grenville ideó un plan por el cual Korsakov con 45.000 rusos se uniría a Suvorov con 20.000 rusos de Italia. Suvorov tomaría el mando del ejército combinado y expulsaría a los franceses de Suiza. En la segunda fase, Suvorov entraría en Franche-Comté, un área de Francia débilmente defendida por fortalezas fronterizas. Mientras tanto, el Archiduque Carlos se trasladaría al norte hacia Alemania, dejando a 18.000 austríacos al mando de Friedrich Freiherr von Hotze para cooperar con los rusos. Carlos y 60.000 soldados atacarían el Bajo Rin desde Alemania hasta Francia. Lejos al norte, un ejército conjunto anglo-ruso invadiría la República Bátava, un satélite de Francia. El plan fue enviado el 8 de junio al emperador Pablo I de Rusia, quien lo aprobó. El emperador Francisco y su ministro de Relaciones Exteriores, Johann Amadeus von Thugut, respaldaron el plan porque les llegó a través del emperador Pablo y fue una buena excusa para sacar a Suvorov de Italia. El 7 de agosto, cuando el plan fue revelado al Archiduque Carlos, el general expresó sus dudas sobre los rusos: "No sé cómo se las arreglarán, especialmente si nos alejamos". Korsakov se sorprendió cuando el plan le fue revelado el 12 de agosto. El ruso afirmó que la fuerza de su ejército era de 28.000 efectivos en lugar de los 45.000 contados por los estrategas. Wickham, que esperaba reunir 20.000 soldados suizos pro aliados, estaba decepcionado de que solo se pudieran reclutar 2.000. El ejército de Condé, formado por 6.000 franceses monárquicos, marchaba desde Rusia y no llegaría al sur de Alemania hasta el 1 de octubre.

## Batalla
Masséna decidió que recuperar el paso de San Gotardo protegería su retaguardia estratégica y abriría las comunicaciones con el ejército francés de Italia. Probablemente no tenía la menor idea de que Suvorov pronto cruzaría el paso de San Gotardo, pero sabía que era posible que el cuerpo de Bellegarde lo intentara. Un avance hacia el norte sobre el paso, luego hacia el oeste a través del paso de Furka y luego hacia el norte de nuevo a través del paso de Grimsel colocaría una fuerza aliada en la parte superior del valle del Aar y en posición de golpear la retaguardia de Masséna. Para protegerse contra esta eventualidad, Masséna ordenó a Lecourbe que se apoderara de este terreno crítico. Lecourbe tenía 10.000 soldados y su campaña duró del 14 al 16 de agosto de 1799.
La división de Lecourbe se organizó en tres brigadas al mando de Charles-Étienne Gudin, Jacques Denis Boivin y Loison. La brigada de Boivin consistió en el 1.er y 3.er Batallones de la Demi-brigada de Infantería de Línea 84 y tres batallones de la Demi-brigada de Línea 109. La brigada de Loison incluía dos batallones cada uno de las líneas 36 y 38 y tres batallones de la línea 76. Esta fuente atribuyó a Lecourbe 12.000 efectivos. La brigada de Simbschen contaba con 4.400 soldados y estaba formada por dos batallones del Regimiento de Infantería Kerpen Nr. 49, el 2.º Batallón del Regimiento de Infantería Nr. 62, dos escuadrones del Regimiento de Dragones de Módena Nr. 5, y un batallón de cada uno del Regimiento de Infantería de "Neugebauer" Nr. 46, Regimiento de Infantería "Gradiskaner" Grenz Nr. 8, y "Deutsch-Banater" Grenz Nr. 12.

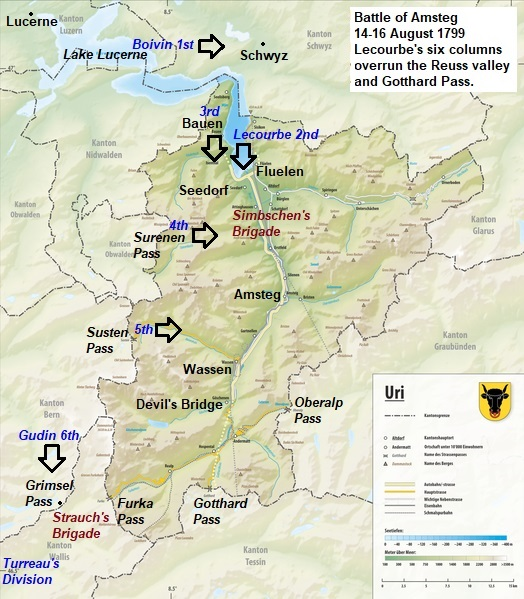
Batalla de Amsteg, 14-16 de agosto de 1799

Lecourbe dividió su división en seis columnas. La primera columna fue su brigada izquierda al mando de Boivin, que atacó al sureste a través de Steinen y Seewen hacia Schwyz y Muotathal. En la Batalla de Schwyz el 14 de agosto, los franceses expulsaron a los austriacos de la ciudad. Los franceses sufrieron 28 muertos y 140 heridos y afirmaron que los austriacos sufrieron 195 muertos y 610 heridos, además de 1.000 soldados y cinco armas capturadas. El historiador Digby Smith consideró exageradas las pérdidas. Los franceses saquearon la ciudad después de la batalla. Lecourbe acompañó personalmente a la segunda columna que atravesó el Lago de Lucerna y aterrizó en Flüelen, en la cabecera del alto valle del Reuss. Ocho compañías de granaderos realizaron esta operación anfibia. A medida que Lecourbe avanzaba hacia el sur, las columnas que lo flanqueaban se le unieron una a una a medida que atravesaban los pasos de montaña desde el oeste.
La tercera columna marchó a lo largo de la orilla occidental del lago de Lucerna a través de Bauen e Isenthal, encontrándose con Lecourbe en Seedorf. La cuarta columna atravesó el paso de Surenen para llegar a Erstfeld en el valle del Reuss. La quinta columna marchó desde Gadmen a través del paso de Susten hasta Wassen. Ante este avance, Simbschen se retiró al sur hasta el Puente del Diablo, el cual destruyó y se mantuvo firme. Más al oeste, la brigada en la derecha de Gudin formó la sexta columna que avanzó hacia el sur por el valle del Aar. De acuerdo a Digby Smith la brigada de 2.400 efectivos de Gudin estaba formada por la 25ª Demi-brigada de Infantería Ligera y un batallón suizo. A pesar de que la posición austriaca en el paso de Grimsel era muy fuerte, los franceses sorprendieron a sus adversarios al tomarlos por el flanco. Los 2.600 soldados de Strauch fueron expulsados de sus defensas, sufriendo grandes pérdidas, especialmente en el Regimiento de Infantería "Neugebauer" Nr. 46. Otras unidades austriacas que participaron fueron los regimientos de infantería Grenz Deutsch-Banater Nr. 12 y Warasdiner-St. George Nr. 6, el regimiento de Infantería Wallis Nr. 11, el Batallón de Infantería Ligera  Siegenfeld  Nr. 10, Freikorps "Carneville" y un escuadrón del Regimiento de Húsares "Erdody" Nr. 9. Los franceses afirmaron haber matado e herido a 400 hombres y capturado a 500 más, aunque admitieron 60 bajas. Una fuente aliada estimó las pérdidas en 200 muertos y heridos más 500 capturados.
La división de Turreau avanzó hacia el noreste por el valle del Ródano. Turreau se reunió con las tropas de Gudin en la salida sur de paso de Grimsel. Atrapados entre las dos fuerzas francesas, los supervivientes de Strauch se retiraron a Italia a través del Paso de Nufenen. Turreau luego tomó el control del paso de Grimsel. El historiador Ramsay Weston Phipps señaló que Turreau se confunde a menudo con Tharreau en las historias. De hecho, el mando de la División de Valais pasó de Charles Antoine Xaintrailles a Tharreau y luego a Turreau. En agosto de 1799, Turreau limpió de austríacos al Paso del Simplón. Luego derrotó a los austriacos en la Batalla de Oberwald del 13 al 14 de agosto, infligiendo 3000 bajas a sus enemigos. En septiembre, la División de Valais tenía dos brigadas bajo Jean-Baptiste Jacopin y Henri-Antoine Jardon e incluía las semibrigadas de infantería de línea 28, 83, 89 y 101; las 1.ª, 4.ª y 5.ª de Batallones Suizos y el 23º Regimiento de Cazadores a Caballo.
Con la brigada de Strauch expulsada del área, la brigada de Gudin giró hacia el este y escaló el paso de Furka. Cuando Simbschen descubrió a la sexta columna de Gudin subiendo por su retaguardia, abandonó el Puente del Diablo y se retiró hacia el oeste a las laderas más bajas del Crispalt en los Alpes de Glaris. (Esto está cerca del Paso Oberalp.) Gudin y Lecourbe se reunieron a las 7:00 de la mañana del 16 de agosto y se combinaron para atacar a Simbschen. Después de una amarga lucha, Simbschen fue expulsado hacia el este hacia Disentis en el valle del río Vorderrhein. Los austriacos informaron sufrir 775 muertos y heridos más 526 prisioneros y 12 cañones. Las bajas francesas fueron unas 600. Posteriormente, Simbschen se retiró más al este hacia Coira. Los franceses tomaron posesión del paso de San Gotardo, el paso del Simplón y el alto Valais.
La ofensiva de Lecourbe fue ayudada por dos ataques de distracción llevados a cabo por las divisiones de Soult y Chabran. En la mañana del 14 de agosto, la brigada derecha de Soult al mando de Édouard Mortier cruzó el río Sihl en Adliswil y atacó Wollishofen, un suburbio de Zúrich. La brigada izquierda de Soult, al mando de Jean-Baptiste Brunet, asaltó Wiedikon y estuvo a punto de apoderarse de la puerta de la ciudad. Wickham, Siendo testigo de esto, afirmó que si los franceses hubieran presionado aún más el ataque, habrían capturado la ciudad. El archiduque Carlos envió refuerzos y los franceses se retiraron cuando se disipó la niebla de la mañana. Otros testigos de la escaramuza fueron los traidores franceses Jean-Charles Pichegru y Amédée Willot que estaban tramando una revuelta realista. El 15 de agosto, Chabran atacó a la brigada de Franz Jellacic y la condujo a la orilla este del río Linth. El archiduque Carlos escuchó el tronar de los cañones de este encuentro y se preocupó de la posibilidad de que Jellacic se estuviera viendo sobrepasado, por lo que detuvo la marcha de seis batallones que se dirigían hacia el noreste y les ordenó regresar a Zúrich. El resultado final fue que Carlos estaba demasiado distraído para ayudar a Simbschen a defenderse contra Lecourbe.

## Consecuencias
En la Batalla de Amsteg, los franceses sufrieron 500 bajas mientras que infligieron 2.300 bajas entre muertos, heridos y desaparecidos a los austriacos y capturaron tres cañones. Contando las operaciones relacionadas, las pérdidas totales de Austria ascendieron a 7.500 soldados y 11 cañones entre el 14 y el 16 de agosto. Durante este período, las bajas francesas fueron alrededor de 1.500. Los franceses explotaron al máximo el mal posicionamiento de las tropas austriacas, lo que explica la disparidad en las pérdidas. El historiador Phipps catalogó a la campaña de Lecourbe como un "espléndido trabajo". El 17 de agosto, el archiduque Carlos intentó flanquear a Masséna y sacarlo de su posición al tender un puente sobre el Aar en Döttingen. En este día, la 5.ª División enemiga fue dirigida temporalmente por el General de Brigada Étienne Heudelet de Bierre. Ney, ahora al mando de la vecina 6.ª División, se hizo cargo de la defensa y reunió a 12.000 soldados franceses para oponerse al cruce del archiduque. Los ingenieros militares austriacos cometieron un error y eligieron dos lugares para cruzar que eran inadecuados. Las tropas suizas empleadas por los franceses atacaban continuamente a los frustrados ingenieros. A las 6:30 de la tarde, el archiduque se rindió y retiró sus puentes de pontones.
Suvorov y su ejército austro-ruso ganaron la batalla de Novi el 15 de agosto de 1799. El comandante en jefe ruso quería acabar con el ejército francés derrotado y sacarlo de Italia, pero los austriacos aconsejaron retrasarlo. En respuesta a la pérdida del paso de San Gotardo, Suvorov envió a Paul Kray y 10.000 soldados a marchar hacia el norte el 18 de agosto. Finalmente, el 25 de agosto, Suvorov recibió una carta del emperador Francisco diciéndole que su campaña en Italia había terminado y que debía llevar su ejército a Suiza. En dos ocasiones, el general ruso pidió retrasar esta orden en dos meses, pero el emperador austríaco insistió en que Suvorov debía marchar de inmediato. Thugut también exigió que Carlos sacara a su ejército de Suiza de inmediato. Al final, la estrategia de los Aliados fracasó por calcular mal los tiempos. Carlos salió de Suiza demasiado pronto y Suvorov llegó a Suiza demasiado tarde. Esto dejó a Alexander Korsakov y a Friedrich Freiherr von Hotze en una posición precaria para enfrentarse al ejército de Masséna. Masséna aprovecharía al máximo este error en la Segunda Batalla de Zúrich del 25 al 26 de septiembre. Mientras tanto, Suvorov tendría que recuperar el paso de San Gotardo el 24 de septiembre.